# تیموپرازول
تیموپرازول(به انگلیسی: Timoprazole) در دسته ای از داروها به نام مهارکننده های پمپ پروتون (PPI) قرار دارد که ترشح اسید معده را مهار می کند. اگرچه این دارو هرگز وارد بازار نشد، اما به عنوان «ستون فقرات» کلاس PPI در نظر گرفته می شود. این دارو دارای فعالیت ضد ترشحی بالایی است که در کنار ساختار ساده اش باعث افزایش توجه به آن می شود.